# Reinos combatientes

Los reinos combatientes en el

Los reinos combatientes en 250 a. C.

Los reinos combatientes o estados combatientes (en chino tradicional, 戰國時代; en chino simplificado, 战国时代; pinyin, Zhànguó Shídài; Wade-Giles, Chan4-kuo2 Shih2-tai2) es un periodo de la historia de China que comenzó en el siglo V a. C. y que acabó en la unificación de China por la dinastía Qin en 221 a. C. Normalmente se le considera la segunda parte de la dinastía Zhou oriental, siguiendo al periodo de las Primaveras y Otoños. Al igual que en este último, el rey de Zhou actuó meramente como un emperador títere.  
El nombre de periodo de los Reinos Combatientes proviene del Registro de los Reinos Combatientes compilado en los primeros años de la dinastía Han. La fecha del comienzo del periodo de los Reinos Combatientes está en disputa. Mientras frecuentemente se cita el año 476 a. C. como su inicio, siguiendo al periodo de las Primaveras y Otoños; en otras ocasiones se menciona el 403 a. C., la fecha de la tripartición del estado de Jin, como el comienzo de este periodo. 
El periodo de los Reinos Combatientes, en contraste al periodo de las Primaveras y Otoños, fue un periodo en el que los señores de la guerra regionales anexaron estados más pequeños a su alrededor y consolidaron su mandato. El proceso comenzó en el periodo de las Primaveras y Otoños, y por el siglo III a. C., siete grandes estados habían alcanzado cierta prominencia. Estos Siete Reinos Combatientes (戰國七雄, Zhànguó Qīxióng, literalmente, "Los siete héroes entre los reinos combatientes") eran Qi (齊), Chu (楚), Yan (燕), Han (韓), Zhao (趙), Wei (魏) y Qin (秦). Otra señal de este desplazamiento en el poder fue un cambio en los títulos: los señores de la guerra aún se consideraban duques (公 gōng) del rey de la dinastía Zhou, pero empezaron a llamarse a sí mismos reyes (王 wáng), para implicar el significado de que se tenían como iguales del rey de Zhou.
El periodo de los Reinos Combatientes presenció la proliferación de los trabajos con el hierro en China, reemplazando al bronce como el metal dominante usado en la maquinaria de guerra. Áreas tales como Chu (actual Sichuan) y Yue (actual Zhejiang) fueron atraídas hacia las esfera cultural china durante este periodo. Las murallas construidas por los estados para mantener alejadas a las tribus nómadas del norte y a los otros estados fueron los precursores de la Gran Muralla China. Diferentes filosofías evolucionaron hacia las Cien escuelas del pensamiento, incluyendo el confucianismo, taoísmo, legismo y moísmo. El comercio también alcanzó una importante relevancia, y algunos mercaderes alcanzaron un poder considerable en la política de gobierno. Las tácticas militares también cambiaron. A diferencia del periodo de las Primaveras y Otoños, la mayoría de los ejércitos en el periodo de los Reinos Combatientes, hacían un uso combinado de la infantería y caballería, y los carros fueron cayendo en desuso progresivamente.

## El colapso de Jin
En el periodo de las Primaveras y Otoños, el estado de Jin (晉) era indiscutiblemente el estado más poderoso en China. Sin embargo, al llegar el fin de dicho periodo, el poder de la familia gobernante se debilitó, cayendo gradualmente Jin bajo el control de seis grandes familias. Al comenzar el periodo de los Reinos Combatientes, después de numerosas luchas por el poder, quedaron cuatro familias, Zhi, Wei, Zhao y Han, siendo la familia Zhi la que tenía el control del estado de Jin. Zhi Yao (智瑤), él último jefe de la familia Zhi, intentó formar una coalición con las familias Wei y Han para acabar con los Zhao. Sin embargo, a causa de la arrogancia de Zhi Yao y su falta de respeto hacia las otras familias, los Wei y Han se aliaron secretamente con los Zhao, y conjuntamente lanzaron una ataque sorpresa que aniquiló a los Zhi.
En 403 a. C., las tres grandes familias de Jin, con la aprobación del rey Zhou, dividieron Jin en tres estados, el estado de Han, el estado de Zhao y el estado de Wei. Los tres jefes de cada familia recibieron el título de marqués (侯), y debido a que los tres estados eran originariamente parte de Jin, fueron llamados también los Tres Jin. El estado de Jin siguió existiendo en un pequeño resquicio de territorio hasta el 376 a. C., cuando se dividió entre los Tres Jin.
En 389 a. C. se produjo un cambio de gobierno en Qi. La familia Tian (田) tomó el control del estado de Qi y recibieron el título de duques. El antiguo estado de Qi de la familia Jian (姜) continuó existiendo, al igual que el estado de Jin, en un pequeño territorio hasta 379 a. C., cuando finalmente fue absorbido en el estado de Qin de los Tian.

## La temprana lucha entre Wei, Han, Zhao, Qi y Qin
En 371 a. C., la marquesa Wu de Wei, falleció sin nombrar a un sucesor, causando que Wei se sumergiera en una guerra interna por la sucesión. Después de tres años de guerra civil, Zhao y Han, intuyendo que había una oportunidad, invadieron Wei. Al borde de conquistar Wei, los líderes de Zhao y Han no se pusieron de acuerdo en qué hacer con Wei y ambos ejércitos se retiraron misteriosamente. Como resultado, el rey Hui de Wei (que era todavía un marqués en aquel momento) consiguió ascender al trono de Wei.
En 354 a. C., el rey Hui de Wei inició un ataque a gran escala sobre Zhao, lo cual piensan algunos historiadores fue para vengar la casi destrucción de Wei en la anterior invasión. Por el año 353 a. C., Zhao estaba perdiendo terriblemente, y una de sus mayores ciudades, Handan (邯鄲) - una ciudad que finalmente se convertiría en la capital de Zhao - estaba siendo asediada. Como resultado, el vecino estado de Qi decidió ayudar a Zhao. La estrategia que Qi usó, sugerida por el famoso táctico Sun Bin (孫臏) que en aquel momento era consejero del ejército de Qi, fue atacar el territorio de Wei mientras el principal ejército Wei estaba ocupado asediando Zhao, forzando a Wei a retroceder. La estrategia fue un éxito, el ejercitó Wei volvió atrás apresuradamente, y se encontró a medio camino a Qi, lo que culminó en la batalla de Guiling (桂陵之戰) donde Wei sufrió una derrota decisiva. Este evento dio lugar a la famosa frase "圍魏救趙" que significa "Atacar a Wei para salvar a Zhao".
Alrededor del año 359 a. C., Shang Yang (商鞅), un ministro del estado de Qin, inició una serie de reformas que hicieron que Qin pasara de ser un estado de segunda a un estado que sobrepasó a los otros seis en cuanto a poder. Se considera de forma general que este es el punto donde Qin comenzó a ser el estado dominante en China.
En 341 a. C., Wei atacó a Han, y Qi se interpuso de nuevo. Los dos generales que participaron en la anterior batalla de Guiling se encontraron otra vez, y debido a la brillante estrategia de Sun Bin, Wei fue de nuevo derrotado de forma contundente en la batalla de Maling (馬陵之戰).
La situación de Wei tomó un giro aún peor cuando Qin, aprovechándose de la serie de derrotas frente a Qi, atacó Wei en 340 a. C. bajo el consejo de Shang Yang. Wei fue derrotado de forma devastadora y forzado a ceder una gran porción de su territorio para conseguir una tregua. Esto dejó vulnerable a su capital Anyi, así que Wei se vio obligado también a mover su capital a Daliang.
Después de esta serie de eventos, Wei quedó severamente debilitado, convirtiéndose Qi y Qin en los dos estados dominantes en China.

## El ascenso de los reinos
En 334 a. C., los gobernantes de Wei y Qi acordaron reconocerse mutuamente como reyes, formalizando la independencia de los estados y la falta de poder del trono de Zhou desde el comienzo de la dinastía Zhou oriental. El rey de Wei y el rey de Qi se unieron a las filas del rey de Chu, cuyos predecesores habían sido reyes desde el periodo de las Primaveras y Otoños. A partir de este punto, todos los otros estados declararon finalmente su reinado, representando el comienzo del fin de la dinastía Zhou.
En 325 a. C., el gobernante de Qin se autoproclamó rey. Posteriormente hicieron lo mismo los gobernantes de Han y Yan (323 a. C.), el gobernante de Song (318 a. C.), y por último el gobernante de Zhao, que sostuvo su postura hasta 299 a. C. cuando imitó a los otros reinos.

## La expansión de Chu
En los comienzos del periodo de los Reinos Combatientes, Chu era uno de los estados más fuertes de China. Se elevó a un nuevo nivel alrededor de 389 a. C. cuando el rey de Chu nombró al famoso reformador Wu Qi (吳起) como su primer ministro.
Chu llegó a su cumbre en 334 a. C. cuando ganó grandes extensiones de territorio. La serie de eventos que llevaron a esto comenzaron cuando Yue se preparó para atacar Qi. El rey de Qi envió un emisario que persuadió al rey de Yue para atacar Chu en su lugar. Yue inició un ataque a larga escala sobre Chu, pero fue derrotado de forma devastadora por el contraataque de Chu. Chu procedió entonces a conquista el estado de Yue.

## La unificación de China
Hacia el final del periodo de los Reinos Combatientes, el estado de Qin se fue haciendo desproporcionadamente poderoso en comparación a los otros seis estados. Como resultado, las políticas de los seis estados de forma abrumadora se orientaron a tratar la amenaza Qin. Había dos bloques, el de la alianza Hezong (合縱/合纵 hézòng, "conexión vertical") que estaba formado por los reinos de Zhao, Qi, Wei, Chu, Yan y Han cuyos territorios, juntos, empezaban en el norte y acababan en el sur. Por este motivo, se le llamaba a esta alianza "conexión vertical". Su objetivo era repeler el expansionismo Qin. El segundo bloque era la alianza Liangheng (連橫/连横 liánhéng, "conectados horizontalmente") que estaba formada por Qin (líder), Shu, Ba, Luoyang y Xiongnu. Es decir, los reinos del centro y del oeste.  Hubo algunos éxitos iniciales en Hezong, aunque de forma eventual esta política fracasó. Qin explotó de forma repetida la estrategia Lianheng para derrotar a los estados uno a uno. Durante este periodo, muchos filósofos y estrategas viajaron a lo largo de los estados para recomendar a los gobernantes la puesta en práctica de sus ideas. Estos "grupos de presión" fueron famosos por su tacto e intelecto, y fueron conocidos colectivamente como Zonghengjia (縱橫家), tomando su nombre de las dos principales escuelas de pensamiento. 
En 316 a. C. Qin conquistó el área del reino Shu. Posteriormente fue conquistando cada uno de los otros estados, Han en 230 a. C., Zhao y Wei en 225 a. C., Chu en 223 a. C., Yan en 222 a. C., y en 221 a. C. Qi, completando así la unificación de China e iniciando la dinastía Qin.

## Reino Zhongshan
Un reino menos conocido es el enigmático reino Zhongshan, en el norte, del cual se supo su ubicación por las excavaciones de arqueólogos chinos en los años de 1974 a 1978 en el distrito de Pingshan de la provincia de Hebei, donde fueron halladas y exploradas 30 tumbas y construcciones, obteniéndose 19 000 objetos. Estuvo localizado históricamente entre los reinos combatientes Yan, Shao y Qi. Fue fundado el 414 a. C. en Gu, distrito de Dingshian. En el 409 a. C. fue exterminado por el reino de Wei. El príncipe Huan lo restauró e hizo su capital en Lingshou. En el 296 a. C. Zhongshan fue aniquilado por los reinos combatientes Zhao, Qi y Yan, repartiéndose entre ellos su territorio.
Por medio de las excavaciones se hallaron objetos culturales de la más alta calidad artística. Una piedra de 90 por 50 y 40 cm, grabada con 19 caracteres, que data de hace 2300 años, siendo por lo tanto más antigua que las piedras grabadas de la dinastía Qin, fue exhumada del mausoleo del rey Xi de Zhongshan y está exhibida en el Museo de Historia de China. En la misma tumba se encontraron más de dos mil bronces de fina factura, de los que destacan esculturas, lámparas y, de manera especial, dos vasijas, una cuadrada y otra redonda, además de un trípode con patas de hierro. El trípode tiene una inscripción de 469 caracteres, la más larga del periodo de los Reinos Combatientes; la vasija cuadrada tiene 450 y la redonda 204. Las inscripciones de estas dos contienen los nombres de los reyes de las seis generaciones del reino Zhongshan. También se hallaron dos jarras de bronce, con tapas herméticamente cerradas, conteniendo vino, quizás el más antiguo del mundo, que todavía conservaba su bouquet.

## Teoría y práctica militar

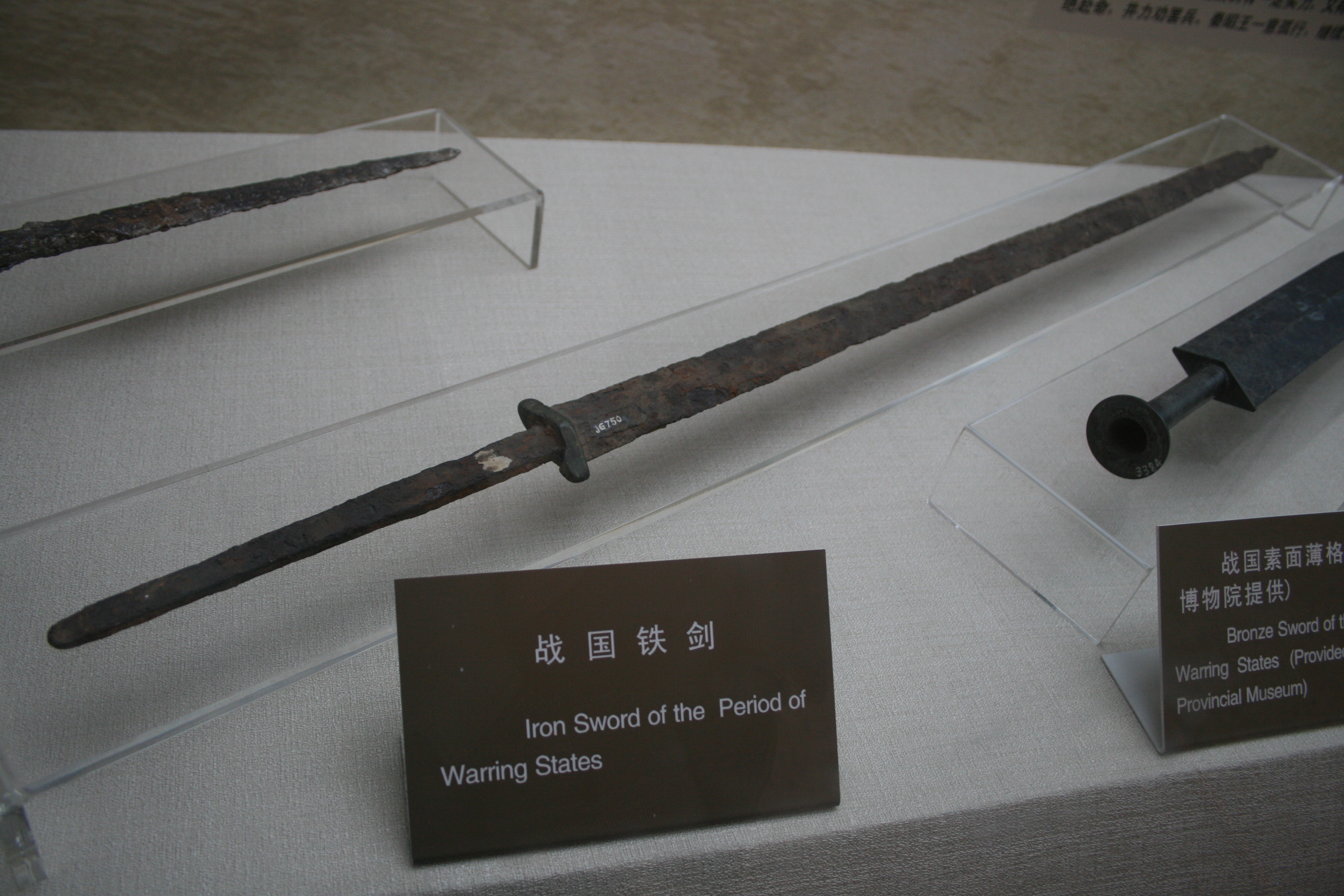
Una espada de hierro de los Reinos Combatientes.

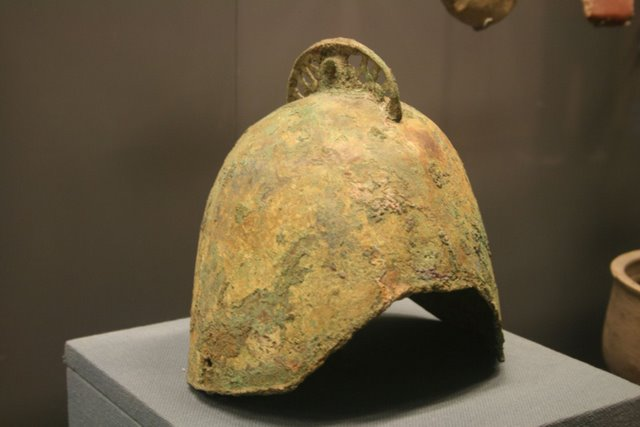
Casco de bronce de un soldado chino, del Estado de Yan, datado en la Dinastía Zhou.

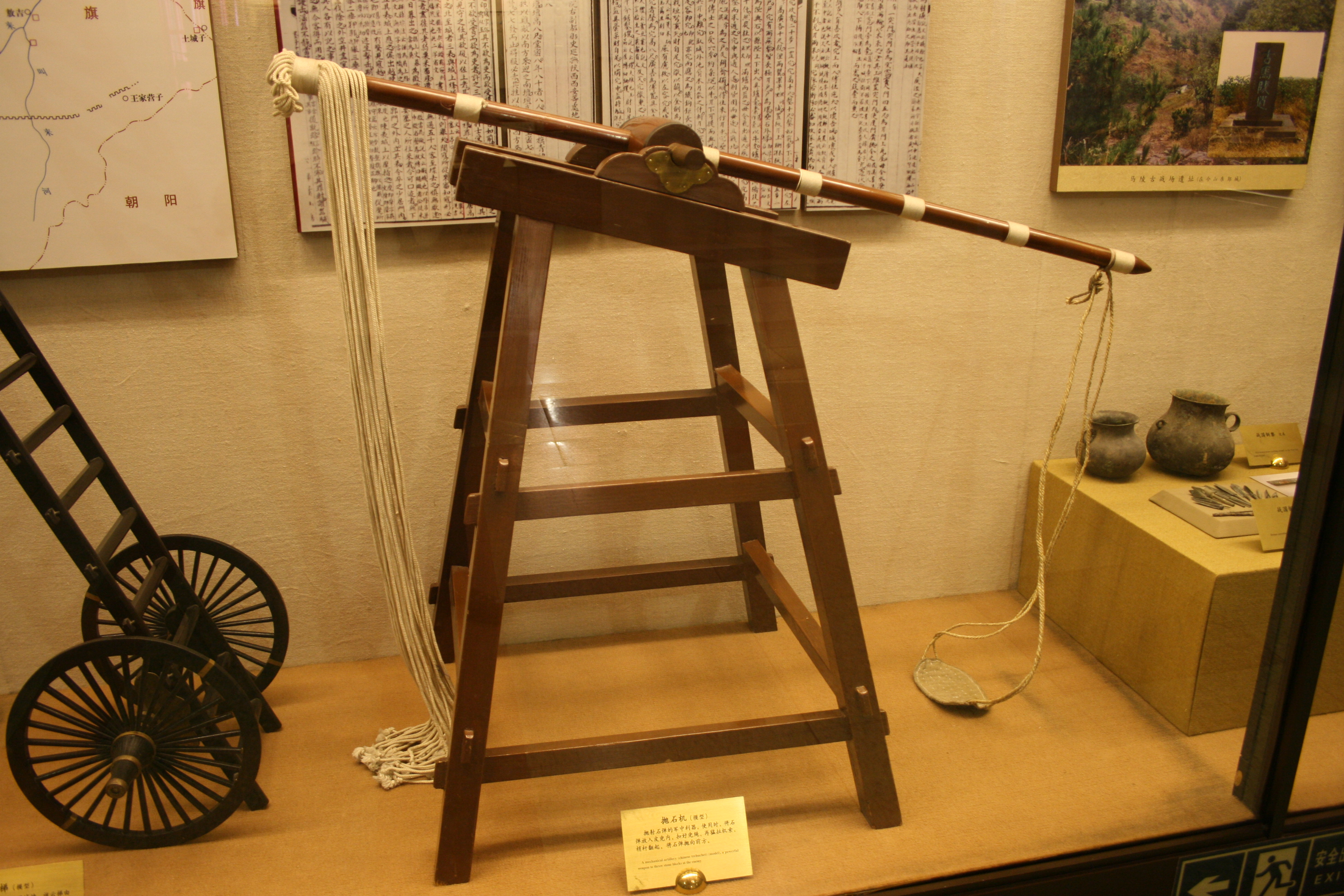
Modelo de un trebuchet de tracción del periodo de los Reinos Combatientes.

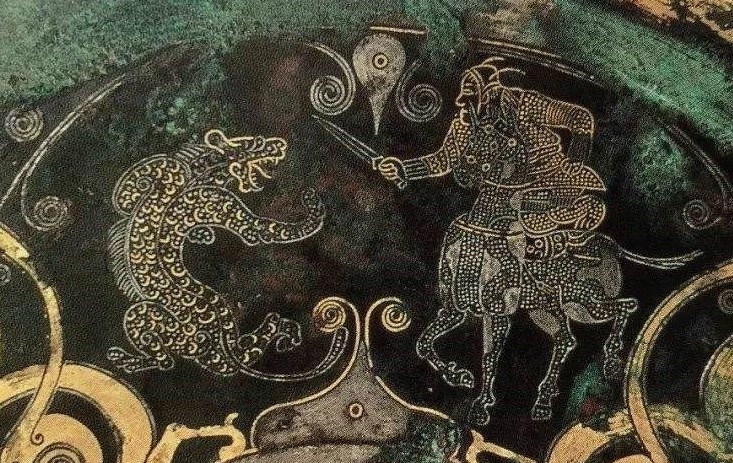
Un jinete luchando contra un tigre, representado en un espejo dorado descubierto en Jincun, Luoyang.

### Aumento de la escala de la guerra
El carro siguió siendo un factor importante en la guerra china mucho después de que pasara de moda en Oriente Próximo. Cerca del comienzo del período de los Estados Combatientes se produce un cambio de los carros a la infantería en masa, posiblemente asociado a la invención de la ballesta. Esto tuvo dos efectos importantes. En primer lugar, llevó a los duques a debilitar a su nobleza de carros para poder acceder directamente al campesinado, que podía ser reclutado como infantería. Este cambio se asoció al paso del gobierno aristocrático al burocrático. En segundo lugar, condujo a un aumento masivo de la escala de la guerra. 
Cuando los Zhou derrocaron a los Shang en la Batalla de Muye utilizaron 45.000 soldados y 300 carros. Para el período de los Estados Combatientes se informan las siguientes cifras de las fortalezas militares de varios estados:
- Qin 
 1.000.000 de infantería, 1.000 carros, 10.000 caballos;
- Chu 
 mismos números;
- Wei 
 200-360.000 infantes, 200.000 lanceros, 100.000 sirvientes, 600 carros, 5.000 jinetes;
- Han 
 300.000 en total;
- Qi 
 varios cientos de miles;

Para las batallas importantes, se informan las siguientes cifras:
- Batalla de Maling 
 100.000 muertos;
- Batalla de Yique 
 240.000 muertos;
- Se dice que el general Bai Qi fue responsable de 890.000 muertes de enemigos a lo largo de su carrera.

Muchos estudiosos creen que estas cifras son exageradas (los registros son inadecuados, son mucho mayores que las de sociedades similares, a los soldados se les pagaba por el número de enemigos que mataban y la dinastía Han tenía interés en exagerar la sangre de la época anterior a la unificación de China. Independientemente de la exageración, parece claro que la guerra se había vuelto excesiva durante este periodo. El derramamiento de sangre y la miseria del período de los Estados Combatientes explican en gran medida la preferencia tradicional y actual de China por un trono unido.

### Desarrollos militares

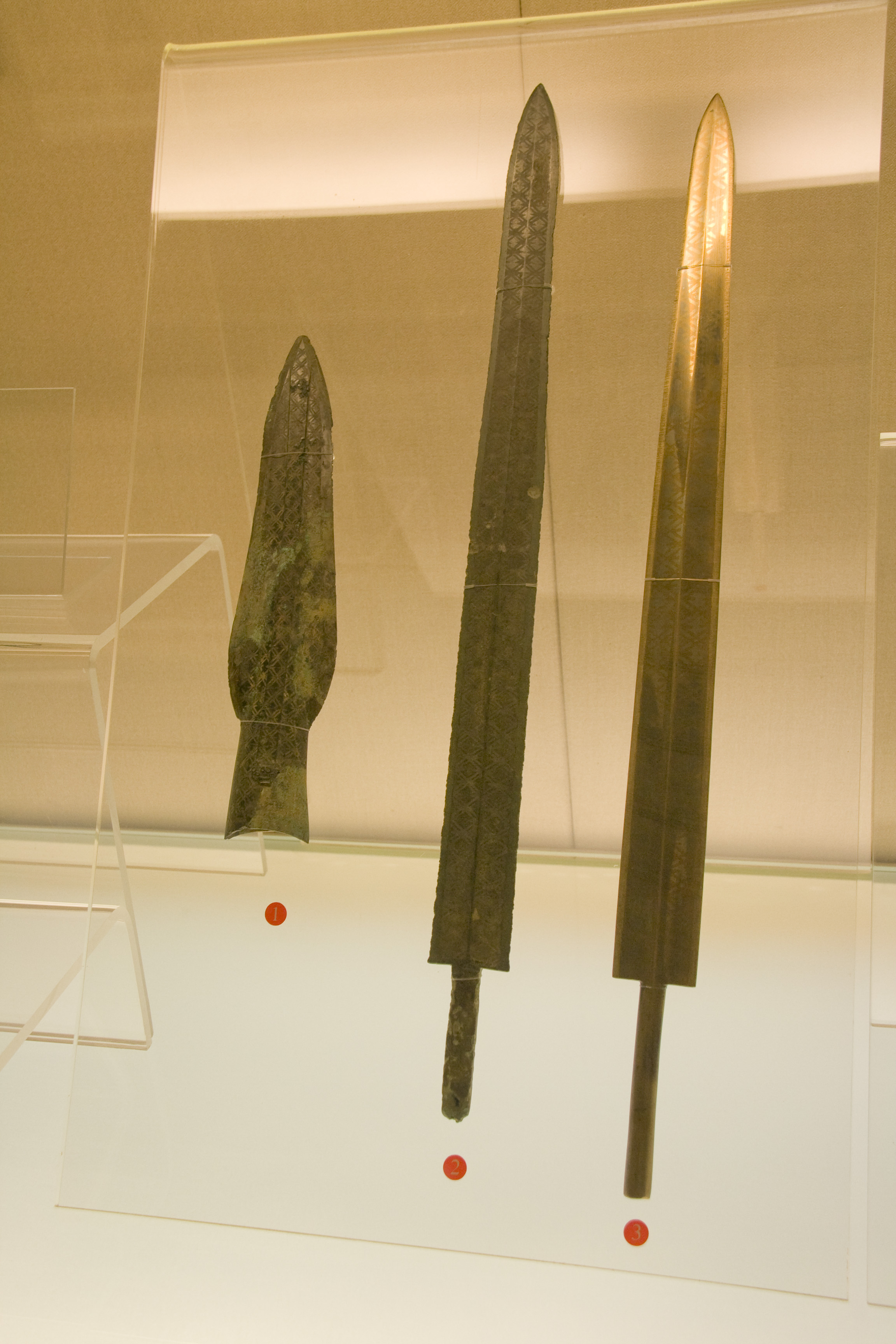
Espadas de los Estados Combatientes y puntas de lanza con motivos.

En el periodo de los Estados Combatientes se introdujeron muchas innovaciones en el arte de la guerra en China, como el uso del hierro y de la caballería.
La guerra en el periodo de los Estados Combatientes evolucionó considerablemente con respecto al periodo de Primavera y Otoño, ya que la mayoría de los ejércitos utilizaban infantería y caballería en las batallas, y el uso de carros se generalizó menos. El uso de la infantería en masa hizo que la guerra fuera más sangrienta y redujo la importancia de la aristocracia, lo que a su vez hizo que los reyes fueran más despóticos. A partir de este periodo, cuando los distintos estados compitieron entre sí movilizando sus ejércitos para la guerra, los nobles chinos pasaron a pertenecer a la clase letrada, en lugar de a la guerrera, como había sido el caso anteriormente.
Los distintos estados desplegaron enormes ejércitos de infantería, caballería y carros. Para abastecer, entrenar y controlar fuerzas tan numerosas se necesitaban complejos sistemas logísticos mantenidos por eficientes burocracias gubernamentales. El tamaño de los ejércitos oscilaba entre decenas de miles y varios cientos de miles de hombres.
Las armas de hierro se generalizaron y empezaron a sustituir al bronce. La mayoría de las armaduras y armas de este periodo estaban hechas de hierro.
La primera unidad oficial de caballería nativa china se formó en el 307 a. C. durante las reformas militares del rey Wuling de Zhao, que abogaba por "la vestimenta nómada y el tiro con arco a caballo". Pero el carro de guerra seguía conservando su prestigio e importancia, a pesar de la superioridad táctica de la caballería.
La ballesta era el arma de largo alcance preferida de este período, por varias razones. La ballesta se podía producir en masa fácilmente y era posible el entrenamiento masivo de ballesteros. Estas cualidades lo convirtieron en un arma poderosa contra el enemigo.
Los soldados de infantería utilizaban una variedad de armas, pero la más popular era la daga-hacha. El hacha-daga tenía varias longitudes, de 9 a 18 pies; el arma consistía en una lanza con una hoja cortante añadida. Las dagas eran un arma extremadamente popular en varios reinos, especialmente para los Qin, que producían armas parecidas a picas de 18 pies de largo.

### Pensamiento militar
Los Estados Combatientes fueron un gran período para la estrategia militar; De los Siete clásicos militares de China, cuatro fueron escritos durante este período:
- El arte de la guerra 
 Se atribuye a Sun Tzu, un estudio muy influyente sobre estrategia y táctica.[7]
- Wuzi 
 Se atribuye a Wu Qi, un estadista y comandante que sirvió en los estados de Wei y luego en Chu.
- Wei Liaozi 
 de autoría incierta.
- Los métodos de Sima 
 Se atribuye a Sima Rangju, un comandante al servicio del estado de Qi.